# Matt Deakin
Matt Deakin, född den 20 maj 1980 i San Francisco i Kalifornien, är en amerikansk roddare.
Han tog OS-guld i åtta med styrman i samband med de olympiska roddtävlingarna 2004 i Aten.